# Santoczno
Santoczno (niem. Zanzhausen) – wieś w Polsce, położona w województwie lubuskim, w powiecie gorzowskim, w gminie Kłodawa nad jeziorem Mrowinko.
W latach 1975–1998 miejscowość administracyjnie należała do województwa gorzowskiego.

## Zabytki
Do wojewódzkiego rejestru zabytków wpisane są:
- kościół ewangelicki, obecnie rzym.-kat. fil. pw. Przemienienia Pańskiego, szachulcowy z XVIII wieku, XIX w.
- szkoła, z poł. XVIII w., pocz. XX w.

inne zabytki:
- cmentarz żydowski.